# Mzuzu
Mzuzu är en stad i Malawi. Den är provinshuvudstaden i Northern Region, en av Malawis tre regioner. Staden är landets tredje största stad och hade 128 432 invånare vid folkräkningen år 2008, på en yta av 48 kvadratkilometer.
Mzuzu Airport är ortens flygplats.